# Broken Glass (canción)
«Broken Glass» es el noveno sencillo por Buckcherry y cuarto de su tercer álbum, 15. La canción llegó al número 28 en Mainstream Rock Tracks, pero falló en Billboard Hot 100.

## Vídeo musical
Al comienzo del vídeo, el cantante Josh Todd, dice que la canción es sobre guerra. El vídeo muestra a la banda tocando al canción con partes de guerra.